# Гостомельська площа
Госто́мельська пло́ща — площа у Святошинському районі міста Києва, місцевість Берковець. Розташована між вулицями Стеценка, Міською і проспектом Академіка Палладіна.

## Історія
Сформувалася як площа у 1970-ті роки, сучасна назва — з 1980 року. На картах міста зазначається лише починаючи із 2010 року.